# Josh Peck

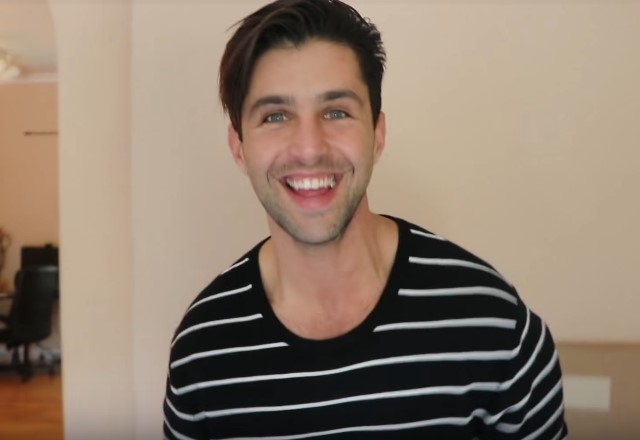
Josh Peck (2017)

Joshua Michael Peck, född 10 november 1986 i Hell's Kitchen i New York, är en amerikansk skådespelare och komiker.
Peck började sin karriär som barnskådespelare i slutet av 1900-talet och början av 2000-talet, och blev känd bland unga tittare efter roller i The Amanda Show (2000-2002), Snow Day (2000) och Max Keebles stora flytt (2001). 2004 var han med i det mörka dramat Mean Creek, och samma år blev han en av stjärnorna i komediserien Drake & Josh.

## Filmografi (urval)
- 2012 – Red Dawn
- 2012 – Ice Age 4 - Jorden skakar loss (röst)
- 2009 – Ice Age 3: Det våras för dinosaurierna (röst)
- 2009 – What goes up
- 2008 – The Wackness
- 2006 – Drake & Josh in New York!
- 2006 – Ice Age 2 (röst)
- 2004-2007 - Drake & Josh (TV-serie)
- 2004 – Mean Creek
- 2002 – Spun
- 2001 – Max Keebles stora flytt
- 2000 – Snow Day
- 2000-2002 - The Amanda Show (TV-serie)